# Simon Vukčević
Simon Vukčević (ur. 29 stycznia 1986 w Titogradzie) – czarnogórski piłkarz grający na pozycji ofensywnego pomocnika.

## Kariera klubowa

### FK Partizan
Zanim trafił do pierwszego zespołu Partizana, przez 2 lata grał w drużynach młodzieżowych. Jego najlepszym sezonem w owym klubie, był sezon 2004/2005, bowiem wtedy grał w Pucharze UEFA i zdobył mistrzostwo kraju. Kolejny sezon już nie był tak udany i na piłkarza wylała się fala krytyki zarówno od dziennikarzy, jak i od kibiców.

### Saturn Ramienskoje
W styczniu 2006 roku odszedł do rosyjskiego Saturna Ramienskoje. Rosjanie zapłacili za młodego Czarnogórca 7 milionów euro, jednak nie udało się im podnieść formy nowego podopiecznego. W lipcu 2006 roku przesunięto go do zespołu rezerw Saturna, przez co piłkarz nie stawiał się na treningach i sprawiał kłopoty.
Saturn rozgrywki w 2006 roku zakończył na 11. miejscu i kolejny sezon Vukcević miał spędzić w pierwszym zespole. Reprezentant Czarnogóry stwierdził, iż przyjście do Saturna było wielką pomyłką oraz że chętnie przeszedł by do bardziej ambitnego klubu.
Kolejny rok zaczął się nieco lepiej, gdyż młody piłkarz dostał szansę gry i od razu zdołał strzelić bramkę. Niestety później wszystko się popsuło i piłkarz ponownie stracił miejsce w wyjściowej jedenastce. Klub miał zamiar sprzedać zawodnika, ale po odejściu trenera Vladimíra Weissa, sytuacja nieco uległa zmianie. W klubie zatrudniony został Gadży Gadżyjew i Vukcević ponownie grał w pierwszym zespole.

### Sporting CP
25 czerwca 2007 Saturn zgodził się sprzedać tego piłkarza za 4 miliony euro do Sportingu Lizona, ale trwały negocjacje, ponieważ Rosjanie żądali 20% kwoty następnego transferu. W końcu trzy dni później negocjacje doszły do porozumienia i Vukcević wyjechał do stolicy Portugalii za 2 miliony euro, ale w umowie uwzględniono żądania władz Saturna i 20% kolejnego transferu ma trafić do Ramienskoje. Simon zadebiutował w nowych barwach w wygranym 3-0 meczu z Lille OSC. Niedługo później dostał szansę w meczu ligowym przeciwko Academice Coimbra. Jego drużyna pokonała rywali 4-1 a Vukcevic został uznany zawodnikiem meczu.

### Blackburn Rovers
23 sierpnia 2011 podpisał trzyletni kontrakt z Blackburn Rovers.

### Karpaty Lwów
28 lutego 2013 podpisał półroczny kontrakt z możliwością prolongacji z ukraińskim klubem Karpaty Lwów. Dwa razy zmieniał na boisku innych piłkarzy, po czym z przyczyn rodzinnych poprosił klub o anulowanie kontraktu, które zostało zaakceptowane przez Karpaty.

## Reprezentacja

### U-21
W wieku 18 lat selekcjoner młodzieżowej reprezentacji Serbii i Czarnogóry powołał go do drużyny. Później brał udział w Mistrzostwach Europy U-21 w Niemczech, gdzie szło mu całkiem nieźle, zdobywając nawet bramkę w przegranym meczu z Włochami.
Już dwa miesiące później, młody piłkarz był częścią reprezentacji olimpijskiej, która ostatecznie w Atenach zajęła czwarte miejsce w grupie C, za Tunezją, Australią i Argentyną.
Już w 2006 roku był w kadrze na Mistrzostwa Europy U-21 tym razem w Portugalii. Pomimo kilku występów w kadrze A, Vukcević swoje umiejętności chciał rozwinąć podczas właśnie młodzieżowych mistrzostw, ale tego turnieju nie mógł zaliczyć do udanych. W pierwszym meczu z Niemcami zagrał nie najlepiej i selekcjoner Dragan Okuka posadził go na ławce rezerwowych. Serbia i Czarnogóra dotarła w tym turnieju do półfinału, gdzie przegrała z Ukrainą.
Znacznie lepiej Simon zaprezentował się w pierwszym meczu eliminacyjnym do Mistrzostw Starego Kontynentu 2009 z Bułgarią. Jego drużyna wygrała 2-1, a on najpierw zdobył bramkę, by później przestrzelić rzut karny.

### Reprezentacja A
Dzięki dobrym meczom rozgrywanym w barwach młodzieżówki, selekcjoner Ilia Petković postanowił dawać szansę temu piłkarzowi w pierwszej drużynie. Jego debiut miał miejsce w lutym 2005 roku podczas towarzyskiego spotkania przeciw Bułgarii. W sumie w Serbii i Czarnogóry rozegrał 5 meczów.
W 2006 Czarnogóra odzyskała niepodległość i Vukcević, jako że karierę rozpoczynał w Podgoricy, wybrał występy w narodowych barwach tego kraju. Po raz pierwszy w tej reprezentacji zagrał 21 maja 2007 w towarzyskim meczu przeciwko Węgrom, wygranym 2-1.